# Mary Lou Belli
Mary Lou Belli (...) è una regista e produttrice televisiva statunitense, candidata a tre Premi Emmy.

## Biografia
Mary Lou Belli ha frequentato l'Università statale della Pennsylvania, dove, nel 1978, ha conseguito il Bachelor's degree. Per molti anni ha recitato in musical e soap opera a New York, per poi proseguire la sua carriera a Los Angeles come produttrice e regista teatrale, producendo oltre 75 produzioni teatrali. Ha debuttato come regista televisiva nel 1988, dirigendo un episodio di Baby Sitter. Successivamente, ha lavorato a Agli ordini papà, USA High, Casa Hughley, One on One, Eve, Girlfriends, Monk, A casa di Fran e I maghi di Waverly. Nel 2004 è uscito il suo primo libro, The Sitcom Career Book, scritto assieme al regista Phil Ramuno e prefazionato da Henry Winkler. Il suo secondo libro, The Sitcom Career Book and Acting for Young Actors, è invece uscito nel 2006 ed è stato scritto da Belli assieme a Dinah Lenney e presenta la prefazione di Jason Ritter. Nel corso della sua carriera è stata anche giudice a Miss America, docente al Chautauqua Institute e membro della Directors Guild of America, della Screen Actors Guild e dell'American Federation of Television and Radio Artists. Ha tenuto lezioni all'American Film Institute, all'Università di New York, alla Northwestern University e all'Università del Connecticut. Inoltre è stata anche giudice del California Independent Film Festival, del Sapporo Short Film Festival, del Newport Beach Film Festival e del CSU Media Arts Fest. Dal 2021 è una dei principali registi della serie The Ms. Pat Show, la quale le ha valso tre candidature al Premio Emmy.

## Vita privata
Mary Lou Belli vive a Los Angeles con il marito e i due figli, entrambi attori. Inoltre, è la zia della drag queen Willam Belli.

## Filmografia

### Regista

#### Televisione
- Baby Sitter (Charles in Charge) - serie TV, 2 episodi (1988-1989)
- Agli ordini papà (Major Dad) - serie TV, episodio 4x04 (1992)
- USA High - serie TV, 17 episodi (1998-1999)
- Sister, Sister - serie TV, episodio 6x17 (1999)
- One World - serie TV, 26 episodi (1999-2001)
- Casa Hughley (The Hughleys) - serie TV, 8 episodi (2000-2002)
- Girlfriends - serie TV, 20 episodi (2002-2007)
- Abby - serie TV, episodio 1x02 (2003)
- Eve - serie TV, 22 episodi (2003-2005)
- One on One - serie TV, 7 episodi (2003-2005)
- A casa di Fran (Living with Fran) - serie TV, 2 episodi (2006)
- 3Way - serie TV, 7 episodi (2008)
- Detective Monk (Monk) - serie TV, episodio 8x05 (2009)
- The Game - serie TV, 10 episodi (2009-2013)
- I maghi di Waverly (Wizards of Waverly Place) - serie TV, episodio 3x21 (2010)
- Reed Between the Lines - serie TV, 7 episodi (2011-2015)
- Second Generation Wayans - serie TV, 3 episodi (2013)
- Mother Fakers - film TV (2013)
- Hart of Dixie - serie TV, 3 episodi (2014-2015)
- The Drunk Lonely Wives Book Club - serie TV, 3 episodi (2015)
- NCIS: New Orleans - serie TV, 10 episodi (2015-2021)
- Devious Maids - Panni sporchi a Beverly Hills (Devious Maids) - serie TV, 2 episodi (2016)
- Pitch - serie TV, episodio 1x07 (2016)
- Famous in Love - serie TV, episodio 1x04 (2017)
- The Quad - serie TV, 2 episodi (2017-2018)
- Station 19 - serie TV, episodio 1x03 (2018)
- American Woman - serie TV, episodio 1x07 (2018)
- Dynasty - serie TV, episodio 2x04 (2018)
- Bull - serie TV, 2 episodi (2018-2019)
- Legacies - serie TV, episodio 1x16 (2019)
- Black Lightning - serie TV, 3 episodi (2019-2021)
- I segreti di Sulphur Springs (Secrets of Sulphur Springs) - serie TV, 2 episodi (2021)
- Sacrifice - serie TV, 4 episodi (2021-2023)
- The Ms. Pat Show - serie TV, 20 episodi (2021-2024)
- Our Kind of People - serie TV, episodio 1x10 (2022)
- A casa di Raven (Raven's Home) - serie TV, episodio 5x08 (2022)
- Il colore delle magnolie (Sweet Magnolias) - serie TV, 4 episodi (2022-2023)
- Kingdom Business - serie TV, 4 episodi (2022-2023)
- True Lies - serie TV, 2 episodi (2023)

#### Cortometraggi
- Straight Eye for the Gay Guy (2015)
- I Heard Something (2016)
- The Receptionist (2016)
- America (2017)

### Produttrice

#### Televisione
- Doxxed - serie TV, 5 episodi (2019)
- Hope Builders: Making a Difference in the Inland Empire - miniserie TV (2019)
- The Ms. Pat Show - serie TV, 18 episodi (2023-2024)

#### Cortometraggi
- Santa Monica Cares Bread and Roses Cafe, regia di Dianne Bartlow (2014)
- Do Gooder, regia di Ryan Darst (2015)
- Straight Eye for the Gay Guy, regia di Mary Lou Belli (2015)
- Making LA Happen, regia di Martha R. Cotton, Martha M. Elcan, Liz Hinlein, Matia Karrell e Paige Morrow Kimball (2016)
- Extraordinary, regia di Lynn Stallings (2016)
- America, regia di Mary Lou Belli (2017)
- Just One Look, regia di Yû Shibuya (2018)
- Home Restaurant, regia di Eda Benjakul (2019)
- Stay, regia di Regina Ainsworth (2023)

### Attrice
- Domestic Life - serie TV, episodio 1x05 (1984)

## Riconoscimenti
- Premio Emmy
  - 2022 - Candidatura alla miglior regia in una serie commedia per The Ms. Pat Show
  - 2023 - Candidatura alla miglior regia in una serie commedia per The Ms. Pat Show
  - 2024 - Candidatura alla miglior regia in una serie commedia per The Ms. Pat Show